# Düsselbacher Hütte
Die Düsselbacher Hütte ist eine Schutzhütte der Sektion Schwabach des Deutschen Alpenvereins (DAV). Sie liegt in der Hersbrucker Schweiz in Deutschland. Es handelt sich um eine Selbstversorgerhütte ohne Bewirtschaftung.

## Geschichte
1968 kam erstmals der Wunsch nach einer vereinseigenen Hütte auf. Nachdem sich die Miete oder der Kauf mehrerer möglicher Objekte als nicht realisierbar erwies, konnte 1979 ein einfaches Holzhaus in der Hersbrucker Schweiz erworben werden. 1980 erhielt die Sektion einen Hinweis auf ein leerstehendes Bahnwärterhaus bei Düsselbach. 1985 konnte dieses Gebäude gekauft werden und in knapp 12.000 Arbeitsstunden Eigenleistung zur heutigen Düsselbacher Hütte renoviert und umgebaut werden.

## Lage
Die Düsselbacher Hütte liegt auf einer Höhe von 359 m in der Hersbrucker Schweiz, bei Düsselbach im Pegnitztal.

## Zustieg
- Vom Wanderparkplatz in Düsselbach, erreicht man die Hütte nach 400 m.[3]

## Nachbarhütten
- Falkenberghaus der Sektion Erlangen
- Röthenbacher Hütte der Sektion Röthenbach
- Laufer Hütte der Sektion Lauf
- Haus Egerland der Sektion Eger und Egerland[4]

## Tourenmöglichkeiten
- Norissteig, 5,6 km, 2 Std.
- Heinrich-Scheuermann-Weg, 23,3 km, 7 Std.
- Naturerlebnis Hersbrucker Alb, 24,5 km, 7,5 Std.
- Wengleinpark – Eschenbach – Charlotten-Ruh – Düsselbacher-Wand, 6,8 km, 2 Std.

## Klettermöglichkeiten
Von der Hütte aus sind es ca. 10 bis 15 Minuten bis zur „Düsselbacher Wand“. Sie wird seit ca. 1910 bestiegen, ist 30 m hoch und besteht aus Kalkstein. Die Kletteranlage verfügt über 14 Routen, bis zum 7.+ Schwierigkeitsgrad.

## Karten
- Fritsch Karten: Nr. 65, Naturpark Fränkische Schweiz. ISBN 3-86116-065-X
Nr. 53, Blatt Süd, Veldensteiner Forst, Hersbrucker Alb. ISBN 3-86116-053-6
Nr. 72, Hersbrucker Alb in der Frankenalb, Pegnitz- und Hirschbachtal. ISBN 3-86116-072-2.